# 华中科技大学同济医学院
华中科技大学同济医学院，其前身为德国医生宝隆博士于1907年创建的上海德文医学堂，后发展成为国立同济大学医学院。1951年因全国高校院系调整，同济大学医学院从上海迁至武汉，与武汉大学医学院合并，组建中南同济医学院，1955年更名为武汉医学院，1985年更名为同济医科大学。2000年5月26日，与华中理工大学合并，成为华中科技大学同济医学院。2000年6月16日，医学院成立并挂牌。

## 历史沿革

### 上海德文医学堂
- 1907年10月1日医学堂举行了开学典礼。校址设在同济医院对面的白克路（今上海凤阳路）。

### 同济德文医学堂
- 1908年，“德文医学堂”改名为“同济德文医学堂”。

### 同济医工学堂
- 1912年，增设工科，更名为“同济医工学堂”，设医、工和德文三科。
- 1917年12月，更名私立同济医工专门学校。
- 1922年，学校迁往吴淞镇。

### 同济大学医学院
- 1924年5月20日，更名为同济医工大学。

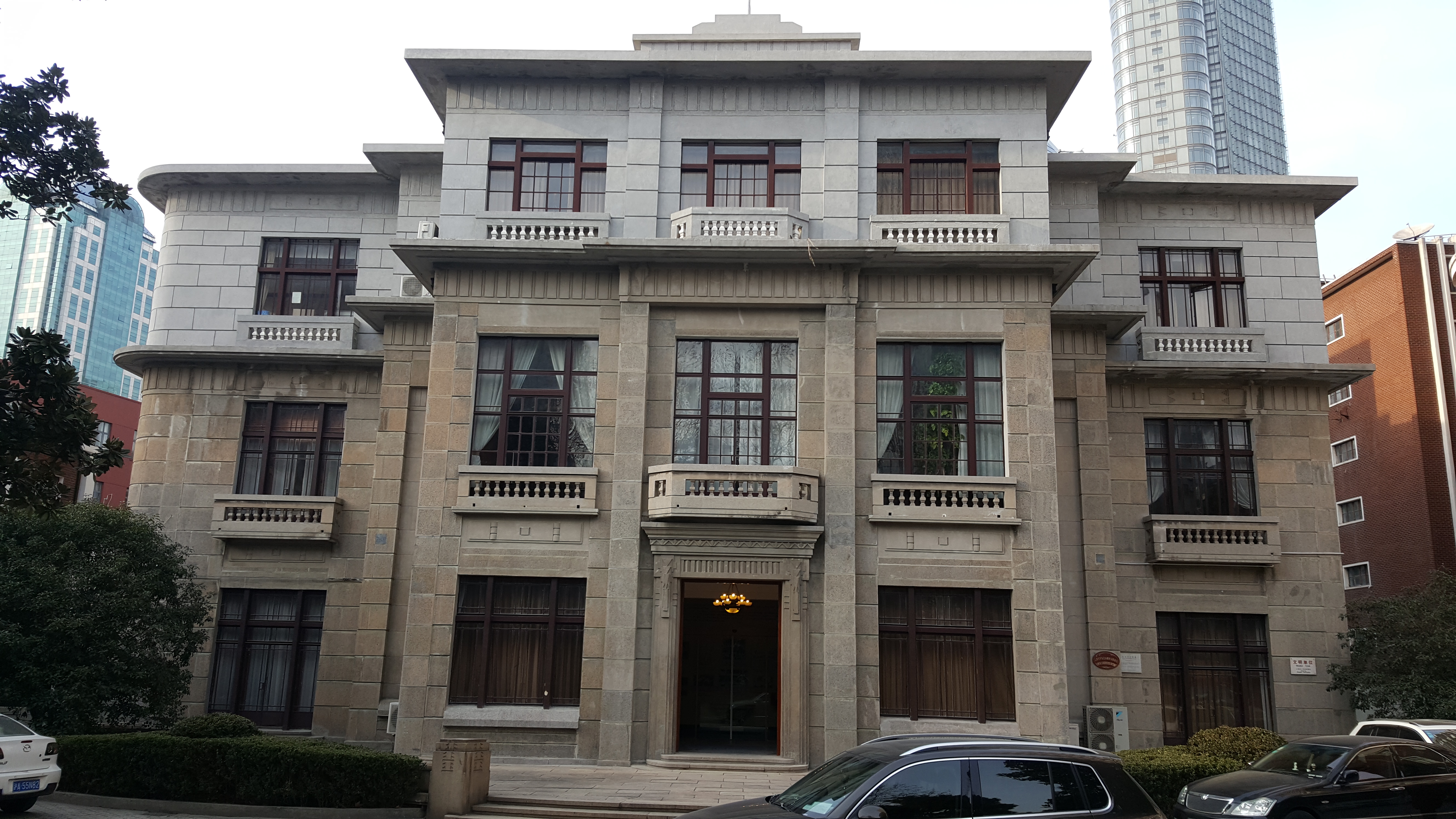
原同济大学医学院回迁上海后的所在地为常熟路中央储备银行旧址，20世纪50年代西迁武汉后改为上海歌剧院办公处

- 1927年8月，更名为国立同济大学，原医、工两科分别更名为医学院、工学院。
- 1937年又先后增设了文、理、法等学院，从而成为了一所多学科的综合大学。
- 1937年8月，淞沪会战，学校师生由上海西迁入大后方，途径浙赣桂滇，于1940年10月到达四川宜宾和南溪。
- 1946年7月，同济大学医学院迁回上海。

### 国立武汉大学医学院
- 1944年，武汉大学在大后方的乐山开始筹建医学院。
- 1947年，武汉大学医学院正式成立并开始招生
- 据1993年出版的《武汉大学校史》记载，当时武汉大学医学院及附属医院调整至中南同济医院共有教师107人，其中教授有13人，讲师有9人。13名教授中，至少有范乐成（武大医学院院长，后任中南同济医院第一副院长）、周裕德（武大医院院长、国际著名整形外科专家）是二级教授。1953年院校调整后，整个武汉大学只有3名一级教授，4名二级教授。
- 武大医学院共有学生106人。当时武大医学院是七年制，模仿美国医学院学制，2年预科（在生物学系学习），4年本科，1年实习。在短短的几年内，武大医学生就涌现出了，眼科放射肿瘤学家王骏业、眼科学家魏厚仁、协和医院院长黄选昭、心脏专家徐楚材、实验肿瘤学家罗贤懋、中医急症学家黄致知、妇科肿瘤学家邢曼琴
- 教学设备，胜利后，武大医学院从美国对华救济总署接收一批先进的美式医疗设备，这批设备后来发挥了重要作用。
- 附属医院：在武汉大学医学院与同济大学医学院合并之前，武汉大学附属医院已经与汉口的协和医院合并，定名武大协和合作医院，作为武汉大学医学院的教学医院。武大协和合作医院后改名中南同济医学院第一附属医院，现为华中科技大学同济医学院附属协和医院。

### 中南同济医学院
- 1950年2月，上海同济大学医学院内迁武汉，与武汉大学医学院合并，名为“中南同济医学院”。其上海院址中央储备银行旧址后来被上海歌剧院接收。
- 1954年10月，由武汉大学医学院附设医院与汉口协和医院合并的武大、协和合作医院，成为中南同济医学院教学医院。后更名为中南同济医学院第一附属医院（现为武汉协和医院）。
- 1955年5月，上海同济大学医学院附属同济医院正式迁入武汉，并更名为中南同济医学院附属第二医院（现为武汉同济医院）。

### 武汉医学院
- 1955年8月，中南同济医学院更名为武汉医学院。

### 同济医科大学
- 1985年7月，武汉医学院改名为同济医科大学。吴在德任校长，裘法祖任名誉校长。

### 华中科技大学同济医学院
- 2000年6月15日，成立华中科技大学同济医学院，建立华中科技大学同济医学院委员会。
- 2006年9月25日，华中科技大学校方发布《关于同济医学院机关和部分单位归口合并到学校相应职能部门和单位及有关干部职务任免的通知》、《关于设立华中科技大学医科管理委员会及其干部任职的通知》等文件后，华中科技大学正式成立华中科技大学医科管理委员会，华中科技大学校长兼任委员会主任。同济医学院从此虚体化，华中科技大学校方整合同济医学院告一段落。[5]

## 挂牌依托单位

### 中国医学科学院武汉分院
- 1992年10月，中国医学科学院武汉分院挂牌同济，成为医科院京外5大分院之一。[6]

### 中国预防医学科学院武汉分院
- 1993年，中国预防医学科学院武汉分院挂牌同济。

### 卫生部德语培训中心
- 中华人民共和国卫生部德语培训中心，为卫生部八大语言培训中心之一。[7]

### 华夏医学师资培训中心
- 1997年5月，由卫生部科教司，香港华夏基金会和同济共同承办的华夏医学师资培训中心落户同济。

## 校园环境

### 校外环境
地处商业中心汉口硚口区，学校正门面对航空路，南临解放大道，东面不远处是中山公园。

### 校内环境
校内绿树成荫，比较有名的景点包括以同济创始人名字命名的宝隆广场，书有舒体“同舟共济”的同济广场，连接宿舍楼和图书馆的碧珠长廊。原有汉口跑马场（又称“华商跑马场”），2000年校园改扩建时被毁。

## 学科与实验室建设

### 重点学科

#### 国家级重点学科
- 内科学（心血  管病）
- 内科学（呼吸系病）
- 外科学（普外）
- 妇产科学
- 内科学（血液病）
- 外科学（泌尿外）
- 麻醉学
- 劳动卫生与环境卫生学
- 病理学与病理生理学[9]

#### 省部级重点学科
- 人体解剖学与组织胚胎学
- 药理学
- 医学影象学
- 病理与病理生理学
- 耳鼻咽喉科学
- 内科血液学
- 免疫学

### 重点实验室

#### 教育部重点实验室
2.环境和健康重点实验室 周宜开

#### 卫生部重点实验室
- 器官移植重点实验室 陈孝平
- 呼吸系统疾病重点实验室 徐永健

#### 环保总局重点实验室
- 环境保护与健康重点实验室 周宜开

#### 湖北省重点实验室
- 肿瘤侵袭与转移重点实验室 马丁
- 神经系统重大疾病重点实验室  王建枝
- 靶向生物治疗重点实验室 黄士昂

## 历任校（院）长
- 埃里希·宝隆 1907年~1909年
- 福沙伯 1909年~1917年
- 柏德 ？~1940年
- 宁誉 1940年
- 黄榕增 1941年
- 梁之彦 1941年5月~1942年1月
- 丁文渊 1942年2月~9月
- 阮尚丞 1942年1月~1944年
- 徐诵明 1944年~1945年8月
- 杜公振 1945年~1951年
- 唐哲 1951年~1968年
- 尹传昭 1968年~1972年
- 熊运发 1972年~1974年
- 张涤生 1974年~1981年
- 裘法祖 1981年~1984年
- 吴在德 1984年~1992年
- 薛德麟 1992年~1997年
- 洪光祥 1997年~2000年
- 向继洲 2000年~2005年
- 田玉科 2005年~2006年
- 冯友梅 2006年~2012年
- 陈建国 2015年~2022年
- 邬堂春 2022年~[10]

## 院系设置

### 院系所
- 基础医学院
- 公共卫生学院
- 药学院
- 医药卫生管理学院
- 生殖健康研究所（原计划生育研究所）
- 法医学系
- 护理学院
- 口腔医学院
- 第一临床学院（附属协和医院）
- 第二临床学院（附属同济医院）
- 第三临床学院（附属梨园医院）
- 第四临床学院（附属武汉中西医结合医院）
- 第五临床学院（附属武汉中心医院）
- 第六临床学院（附属武汉儿童医院）
- 第七临床学院（附属湖北肿瘤医院）
- 第八临床学院（附属武汉金银潭医院）
- 第九临床学院（附属武汉精神卫生中心）
- 第十临床学院（附属湖北妇幼保健院） [11]

### 研究所、中心、研究院
- 心血管疾病研究所
- 血液病研究所
- 老年医学研究所
- 器官移植研究所
- 社会医学研究所
- 医学信息研究所
- 计划生育研究所
- 职业病医学研究所
- 高等医学教育研究所
- 环境医学研究所
- 中西医结合研究所
- 基础医学研究所
- 肝病研究所免疫学研究所
- 医学人文学研究所
- 神经科学研究所
- 呼吸系疾病研究所
- 耳鼻咽喉科学研究所
- 泌尿外科研究所（所长肖传国）[12]

### 附属医院
- 附属协和医院
- 附属同济医院
- 附属梨园医院
- 附属武汉中西医结合医院
- 附属武汉市中心医院
- 附属武汉儿童医院
- 附属湖北肿瘤医院
- 附属武汉普爱医院
- 附属武汉精神卫生中心
- 附属湖北妇幼保健院[13]

### 附属单位
- 同济医学院附属中学
- 同济医学院附属小学
- 同济医学院附属幼儿园 [11]

## 学生与教师

### 学生
- 在校生约1万，其中博士生1100余人、硕士生约2100人，本科生5600余人，外国留学生120余人
- 已毕业同济医学人约6万

### 教师

#### 师资概况
- 教师约2000人，其中教授约350人，副教授约600人
- 博士学位二级学科授权点41个，博士生导师230人
- 硕士二级学科授权点54个
- 设有基础医学、公共卫生与预防医学、临床医学、生物学、中西医结合、药学6个博士后科研流动站。

#### 国家级精品课程
- 医学免疫学 龚非力
- 人体寄生虫学 李雍龙
- 病理生理学 王建枝
- 耳鼻咽喉科学 孔维佳
- 内科学 徐永健
- 外科学 陈孝平
- 生物化学 冯作化[14]

## 文化传统
同心同德，济世济民

### 名称溯源
- “同济”二字从德文“Deutsch＂（惯常音译为＂德意志＂）谐音而来。
- “同济”寓意中国人与德国人同舟共济。

### 校庆日
- 5月20日（1924年更名为同济医工大学时所定）

### 老校训
- 仰天地之正气，法古今之完人

### 同济老校歌（1927年创作）
好一片中华大地
   
不振兴工艺
    
真可惜  真可惜
  
同有耳目
    
同有手足
   
同有心思才力
  
不作工负了好教育
  
勤劳  诚毅
  
提携我中华国民
   
同舟共济  同舟共济
  
振兴工艺 
好一片中华大地
  
不健康身体
  
真可惜  真可惜
  
同有心腹  同有肌肉
    
同有起居饮食
  
不学医负了好教育
    
慈爱  仁义
    
扶持我中华国民
   
同舟共济  同舟共济
    
健康身体 
好一片中华大地
    
不格物穷理
  
真可惜  真可惜
  
同有头脑  同有智慧
    
同有星辰空气
  
不学理负了好教育
    
明彻  清晰
  
训练我中华国民
   
同舟共济  同舟共济
    
格物穷理 

## 学生社团
- MEB团队
- 学生社团联合会
- 计算机协会
- 吸烟与健康协会
- 艾滋病宣教协会
- 同济摄影协会（页面存档备份，存于）
- 八年制医学生协会[永久]
- 《扬帆同济》报社

## 著名校友

### 求学同济
- 梁伯强  1916年-1923年 著名医学教育家、病理学家、中国科学院学部委员 中国病理学奠基人之一
- 金问淇  1919年-1920年 医预科 国家一级教授，著名妇产科专家
- 贝时璋  1919年-1921年 实验生物学家，细胞生物学家，教育家。中国细胞学、胚胎学的创始人之一 生物物理学的奠基人 中国科学院学部委员
- 李赋京  1920年毕业 国家一级教授 著名病理学家
- 谷镜汧  1922年毕业 国家一级教授 著名病理学家
- 沈其震  1923年入医学院 著名医学生理学家 中国科学院学部委员
- 吕富华  1925年-1932年 著名药理学家 医学教育家
- 陶桓乐  1935年毕业 国家一级教授 著名呼吸内科专家
- 谢敏晋  1932年-1936年 著名微生物学家 生物制品学家
- 裘法祖  1932年-1936年医预科，科学院院士
- 武忠弼  1936年起求学，执教于同济至今 著名病理学家 世人称之为同济活化石
- 邵丙扬  1942年毕业，著名内科学家，首创治疗日本血吸虫病的“酒石酸梯钾三日疗法”
- 过晋源  著名内科学家
- 钱信忠  医学院肄业 原卫生部部长
- 项士孝  1945年毕业 执教同济 神经解剖学家 医学教育家 1965年创建武汉医学院郧阳分院
- 李桓英  1945年毕业 世界著名麻风病防治专家 WHO官员
- 吴孟超  1949年毕业 科学院院士
- 吴旻  1950年毕业 科学院院士
- 张应天  1954年毕业 首届中国医师奖获得者
- 陆道培  1955年毕业 工程院院士
- 侯云德  1955年毕业 工程院院士
- 桂希恩  1960年毕业 著名传染病专家 贝利·马丁奖章获得者
- 韦加宁  1961年毕业 知名医生，白求恩奖章获得者
- 周宏灏  1962年毕业 工程院院士
- 殷大奎  1964年毕业 原卫生部副部长
- 戴宗晴  1965年起师从裘法祖，全国劳模，白求恩奖章获得者
- 何界生  1969年毕业 原卫生部副部长 中国人寿保险公司的总经理
- 杨宝峰  1988年药理学博士 工程院院士，哈尔滨医科大学校长
- 肖传国  1975年至1981年师从裘法祖，获医学硕士学位，后留校任教
- 陈孝平  1982年、1985年各取得同济医科大学医学硕士、博士学位 科学院院士
- 马丁  1982年毕业 工程院院士
- 胡盛寿  1982年毕业 工程院院士
- 张旭  1983年毕业 科学院院士
- 张定宇  1986年毕业 “人民英雄”国家荣誉称号获得者
- 邬堂春  1988年毕业 工程院院士
- 胡丙长  1988年毕业 美国国家医学科学院院士
- 明国莉  1994年毕业 美国国家医学科学院院士

### 执教同济
- 王宝韫  1939年-1958年 执教同济 国家一级教授 著名内科学家
- 梁之彦  1941年起 执教同济 国家一级教授 著名生理化学家
- 童第周  1941年-1943年 执教同济 实验生物学家，教育家。中国实验胚胎学的奠基者之一
- 荣独山  1946年-1949年 执教同济 国家一级教授，著名医学家、医学教育家、中国放射学奠基人之一
- 姚永政  1947年创建同济寄生虫学馆 国家一级教授 著名寄生虫病专家「姚氏钉螺」发现者
- 杨述祖  1946年起创建同济病理学馆 国家一级教授 著名病理学家
- 李宝实  1947年-1955年 执教同济 国家一级教授 著名耳鼻喉专家
- 于光元  1948年起 执教同济 国家一级教授
- 张涤生  1949年-1955年 执教同济 国家一级教授 著名整形外科专家
- 屠开元  1947年-1955年 执教同济 国家一级教授 著名的医学教育家，骨科学和创伤外科学的奠基人和开拓者之一
- 蔡宏道  1949年起 执教同济 著名临床检验学家 环境卫生学家 医学教育学家
- 沈琼     1951年-1955年 执教同济 创立食管诊断细胞学
- 王智平  执教同济 哲学系教师 倡导医学生人文教育

## 争议事件

### 公示学生性别变更信息
2024年12月，华中科技大学同济医学院护理学院发布了一份公示，称一名学生因进行性别重置手术申请变更性别信息由男至女。公示中详细公开了该学生的姓名、专业、班级及身份证号码等敏感信息，引发争议。支持者认为此举维护了公共秩序，反对者则认为侵犯了学生隐私权，增加了信息泄露和心理负担的风险。10日下午，学院回应潇湘晨报记者，称公示符合相关程序，但未明确具体规定。律师建议在公示必要的情况下，应在公开透明与隐私保护之间取得平衡，采取匿名化处理保护学生隐私。
搜狐新闻的评论指出，虽然性别变更是需要让渡的隐私，但学校公开的方式和范围欠妥，忽略了网络传播的风险，应以更妥当的方式在有限范围内保护当事人隐私。事件核心在于如何平衡公众知情权和跨性别者隐私权，在具体场景下划定合适的公开边界，并强调保护性少数人群权益的重要性。 联合早报发表观点称，在中国官方对LGBTQ议题采取「露头就打」的态度的背景下，同济医学院对变性学生隐私权的漠视和处理方式的不当并不令人意外，而随后媒体报道的撤下和校方的缄默，更凸显了当事学生所面临的压力与困境。